# Вижній Минець
Вижній минець — заповідне урочище місцевого значення. Об'єкт розташований на території Надвінянського району Івано-Франківської області, Зеленське лісництво, квартал 44, виділ 7.
Площа — 8,7000 га, статус отриманий у 1979 році.